# Вертелишки
Вертели́шки (бел. Верцялішкі) — агрогородок в Гродненском районе Гродненской области Белоруссии. Административный центр Вертелишковского сельсовета. Расположен в 12 км от Гродно. Население — 3250 человек (2015).

## История
До 1950-х годов Вертелишки были небольшой деревней. В 1950-е годы здесь был создан крупный колхоз «Прогресс» и предприятие по переработке торфа «Вертелишки». На месте деревни был построен крупный посёлок, считавшийся одним из образцовых сельских посёлков СССР. За планировку и застройку сельского посёлка Вертелишки в Белорусской ССР в 1971 году архитекторы В. Н. Емельянов и Г. В. Заборский и председатель колхоза Ф. П. Сенько получили Государственную премию СССР в области литературы, искусства и архитектуры. Фотография Вертелишек была размещена в БСЭ.

## Современность
В Вертелишках находятся колхоз «Прогресс», действующее торфопредприятие, узкоколейка и торфобрикетный завод. Социальная сфера представлена школой, ДЮСШ, домом культуры, универмагом и несколькими магазинами.

## Транспорт
Вертелишки расположены в 4 километрах от станции Аульс на железной дороге Мосты — Гродно. В посёлке находится главная станция узкоколейной железной дороги торфопредприятия «Вертелишки». Узкоколейная железная дорога уходит из посёлка на 30 километров на восток. Автобусное сообщение с Гродно.

## Посёлок в кинематографе
В селе Вертелишки в 1974 году снимался художественный фильм «Ясь и Янина» с участием ВИА «Песняры» под управлением Владимира Мулявина.

## Культура
- Вертелишковский центр культуры
- Музей ГУО «Вертелишковская средняя школа»

## Достопримечательность
- Церковь Александра Невского —  Историко-культурная ценность Республики Беларусь, шифр 412Г000159